# Constantin Brâncuși (stație de metrou)
 Constantin Brâncuși este o stație de pe magistrala M5 din București. Aceasta este a doua stație a magistralei după stația Râul Doamnei.